# She (Huangshan)
She (en chino, 歙; pinyin, Shè) es un condado  bajo la administración directa de la Prefectura Huangshan en la Provincia de Anhui, República Popular China.  Su área es de 2122 km² y su población total para 2018 superó los 400 mil habitantes. 

## Administración
Desde julio de 2020, el  Condado She se divide en 28 pueblos que se administran en 15 poblados y 13  villas.